# Eutelsat KA-SAT 9A
KA-SAT 9A ist ein kommerzieller Kommunikationssatellit des US-amerikanischen Unternehmens Viasat Inc., der von der geostationären Position 9° Ost im Ka-Band Breitbandinternet für Europa und den Nahen Osten bereitstellt. Zur besseren Frequenznutzung seiner 237-MHz-Transponder bedient er sich 82 über Europa verteilter Spotbeams, jeder davon mit einer Kapazität von 475 MBit/s.

## Missionsverlauf
Der Satellit hatte ursprünglich die Bezeichnung KA-SAT. Er wurde am 26. Dezember 2010 mit einer Proton-M-Trägerrakete vom Kosmodrom Baikonur durch die Firma International Launch Services (ILS) in eine geostationäre Umlaufbahn gebracht. Nach neun Stunden und zwölf Minuten trennte sich der Satellit von der letzten Antriebsstufe und gelangte in einen geostationären Transferorbit. Der Auftrag an EADS Astrium zum Bau erfolgte im Januar 2008. Der ursprünglich für den 20. Dezember geplante Start war vorher verschoben worden, weil die Flüge der Trägerrakete Proton-M nach dem Verlust von drei russischen GLONASS-Navigationssatelliten am 5. Dezember 2010 vorerst ausgesetzt worden waren.

## Technische Daten
Der dreiachsenstabilisierte Satellit ist mit 82 Ka-Band-Spotbeam-Transpondern ausgerüstet und soll von der Position 9° Ost aus Europa und den Nahen Osten mit Hochgeschwindigkeitsinternet für Eutelsats Tooway-Service versorgen. Davon sind sieben der Spotbeams für die Versorgung von Deutschland vorgesehen. Der Gesamtdatendurchsatz soll bei über 70 GBit/s liegen, wobei jeder Spotbeam eine Kapazität von 900 MBit/s bereitstellt, die sich in einen Hin- und Rückkanal aufteilen. Für die volle Bandbreite einer Einzelverbindung (20 MBit/s Downlink, 6 MBit/s Uplink) genügt am Boden eine 77-cm-Antenne.
Der Satellit verfügt über vier Multispot-Antennen mit entfaltbaren Reflektoren mit je 2,6 m Durchmesser sowie über ein hochpräzises Navigations- und Ortungssystem, die ihm eine optimierte Abdeckung und eine Mehrfachnutzung der Frequenzen zwischen nicht nebeneinander liegenden Zellen ermöglicht. Für den Betrieb der Transponder sind im Satelliten 800 Meter Mikrowellenleiter verlegt. Um die Datenmengen bewältigen zu können, baute Eutelsat ein verteiltes Netzwerk von acht Erdfunkstellen (Gateways) und zwei Backup-Stationen auf, die jeweils mit einer 9,1-m-Antenne ausgerüstet und über einen Glasfaserring mit dem zentralen Kontrollzentrum im SkyPark Turin verbunden sind.
Betrieben wird das Bodennetz von SkyLogic, einer Tochter von Eutelsat. Eines der Gateways steht in Berlin-Wannsee in der Nähe des Fernmeldeturms Berlin-Schäferberg.
Der Satellit wurde auf Basis des Satellitenbusses Eurostar E3000 der Firma EADS Astrium gebaut und hat eine geplante Lebensdauer von 15 Jahren.
Am 1. März 2012 hat Eutelsat die Namen seiner Satelliten rund um den Markennamen vereinheitlicht.

## Hackerangriff 2022
Seit dem 24. Februar 2022 um 05:00 Uhr, dem Beginn des Überfalls Russlands auf die Ukraine, kommt es zu einem großflächigen Ausfall der Internetverbindungen der KA-SAT-Abdeckung in Europa.
Am 10. März 2022 bestätigte der Betreiber Viasat, dass es sich um einen bösartigen Angriff auf hauptsächlich osteuropäische Terminals handelte. Die Störung war auch am 8. März noch nicht behoben und in der Presse gab es erste Berichte, dass die Anlagensteuerung und Überwachung von rund 5800 Windenergieanlagen des Herstellers Enercon ausgefallen sind und seither im Offline-Automatikmodus weiter Energie einspeisen. Der Spiegel berichtete am 13. März, dass das ukrainische Militär KA-SAT weitflächig nutzte und koordinierte Waffensysteme ausfielen. Des Weiteren hat die NSA die Untersuchungen aufgenommen. Am 30. März bestätigte Viasat, dass eine eingeschleuste Malware die Terminals zehntausender Kunden komplett lahmgelegt hat. Enercon gab am 1. April 2022 bekannt, 85 % der betroffenen Anlagen wieder in die Fernüberwachung und Fernwartung eingebunden zu haben.